# Metro v Lyonu
Metro v Lyonu, neboli Lyonské metro (francouzsky Métro de Lyon) tvoří základ městské hromadné dopravy v Lyonu. Skládá se ze čtyř linek a je v provozu od roku 1974. Metro je součástí rozsáhlého dopravního systému TCL, ke kterému rovněž patří tramvajová, trolejbusová a autobusová doprava.
Na rozdíl od všech ostatních systémů metra ve Francii (krom jednoho, RER – Réseau Express Régional) vlaky Lyonského metra jezdí vlevo, jako vlaky společnosti SNFC. To je výsledkem nerealizovaného projektu, podle nějž měly vlaky metra jezdit na předměstí po již existujících vlakových kolejích. V Lyonu se používá tzv. gumokolové metro. Podobné metro se používá taktéž v Montrealu, tam je ale širší. Metra v Lyonu a Montrealu mají rovněž podobné vlaky a podobu stanic. Celková délka sítě je 32 kilometrů. Z toho je 80% vedeno v podzemí. Ve všední dny přepraví 708 000 cestujících (2013).

## Linky
Systém Lyonského metra se skládá ze čtyř linek A–B–C–D. Na mapách jsou barevně rozlišeny.
| Linka | Barva    | Otevřeno | První a konečná stanice            |
| ----- | -------- | -------- | ---------------------------------- |
| A     | Červená  | 1978     | Perrache – Vaulx en Velin La Soie  |
| B     | Modrá    | 1978     | Charpennes – Gare d'Oullins        |
| C     | Oranžová | 1974     | Hôtel de Ville – Cuire             |
| D     | Zelená   | 1991     | Gare de Vaise – Gare de Vénissieux |

### Linky A a B
Linka A (Perrache - Laurent Bonnevay) a Linka B (Charpennes - Part-Dieu) byly vybudovány metodou hloubení. Do provozu byly uvedeny 2. května 1978. Vlaky obou linek jezdí namísto ocelových kol po pneumatikách.
Prodloužení linky A do stanice Vaulx-en-Velin La Soie bylo otevřeno v roce 2007, délka linky je 9 km.
Linka B byla prodloužena do stanice Jean Macé 9. září 1981. V září 2000 byla prodloužena do stanice Gerland. Otevření dalšího prodloužení linky do stanice Gare d'Oullins bylo roku 2013, délka linky je 7,7 km. 
Do roku 2023 bude linka B prodloužena z Gare d'Oullins do Hôpital Lyon Sud (nemocnice South Lyon). Toto rozšíření bude dlouhé 2,5 kilometru a vytvoří zde dvě nové stanice: První je Oullins Center (centrum města Oullins) a druhé je Hôpital Lyon Sud (nemocnice Lyon Jih).
Linka A je od roku 2017 plně zautomatizovaná, celková doba jízdy mezi terminály je 19 minut. Frekvence je jeden vlak každé 3 minuty ráno ve špičce, 4 až 5 minut mimo špičku a 9 minut od 21:00 hod. do konce provozu. Síť metra funguje od 4:35 hod. do 0:35 hod. Večer v pátek a sobotu až do 2:00 hodin ráno. Automatizovaná je také linka B od roku 2013, stejně jako linka D.

### Linka C

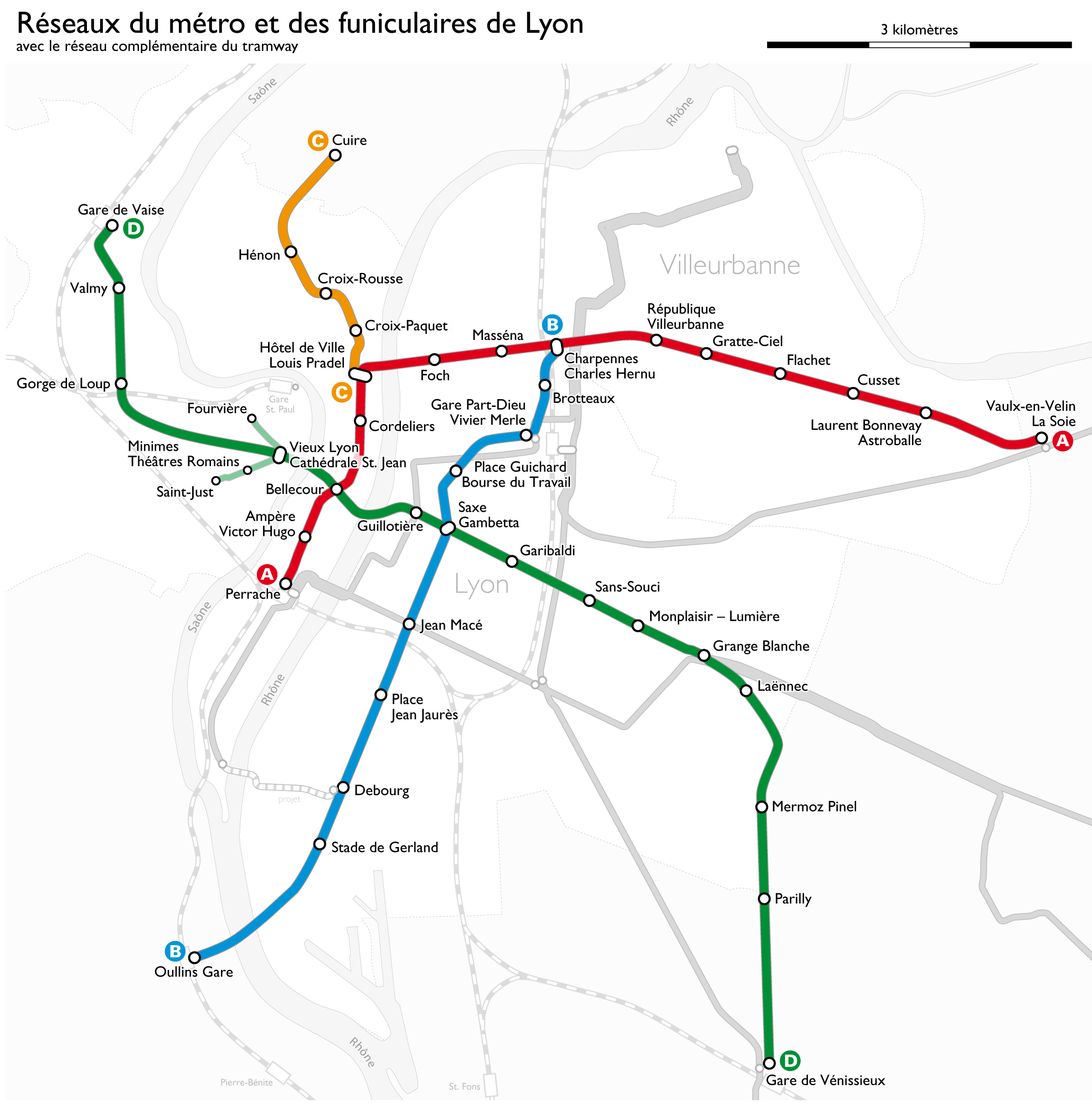
Síť Lyonského metra

Ozubnicová dráha Croix-Rousse-Croix-Paquet, která byla zrekonstruována v roce 1974 byla začleněna do sítě metra v roce 1978. Byla pojmenována písmenem C. V té době vedla ze stanice Hôtel-de-Ville do stanice Croix-Rousse. Dne 8. prosince 1984 byla prodloužena do stanice Cuire., linka má celkovou délku 2,5 km. 
Trať byla postavena za použití různých metod. Úsek za stanicí Hénon probíhá po povrchu. Stanice Croix Paquet je prohlášena za nejstrmější stanici metra v Evropě se sklonem 17%.
Linka C je poháněna pomocí trolejového vedení, zatímco Linky A, B a D jsou napájeny pomocí napájecí kolejnice.

### Linka D
Linka D zahájila svůj provoz 4. září 1991 mezi stanicemi Gorge-de-Loup a Grange-Blanche. Zpočátku byly vlaky řízeny řidičem. Trasa byla 11. prosince 1992 prodloužena do stanice Gare de Vénissieux, v této době také přešel provoz linky na automatický. Gumokolové vlaky metra jezdí automaticky bez řidiče. Jsou ovládány pomocí systému MAGGALY (Métro Automatique à Grand Gabarit de l’Agglomération Lyonnaise). Dne  28. dubna 1997 byla trasa opět prodloužena, tentokrát do stanice Gare de Vaise.
Linka D je ze všech linek Lyonského metra nejhlubší. Byla postavena především ražbou. Prochází pod oběma řekami, které protékají Lyonem - Rhônou a Saônou. Taktéž je se svými 13 kilometry nejdelší Lyonskou linkou.

## Provoz
Metro, stejně jako zbytek veřejné dopravy, je provozováno společností SLTC (Société lyonnaise de transports en commun - městská hromadná doprava v Lyonu). SLTC je pod záštitou TCL (Transports en commun lyonnais - veřejná doprava v Lyonu). Je provozováno pod jménem SYTRAL (Syndicat de transports de l'agglomération lyonnaise).